# Allocinopus smithi
Allocinopus smithi – gatunek chrząszcza z rodziny biegaczowatych i podrodziny Harpalinae.

## Taksonomia
Gatunek opisany został w 1912 roku przez Thomasa Brouna.

## Opis
Ciało długości od 6,5 do 7 mm, umiarkowanie wypukłe, rudoczarne z głową ciemniejszą, brzegami pokryw i przedplecza jaśniejszymi, a czułkami, głaszczkami i odnóżami jasnorudymi, błyszczące, niemetaliczne, ogólnie gładkie i bezwłose. Mikrorzeźba głowy silna i izodiametryczna, przedplecza słaba i umiarkowanie poprzeczna, pokryw samców słaba i silnie poprzeczna, a samic silna. Głowa na wysokości oczu węższa od szerokości wierzchołka przedplecza, z przodu płaska, a z tyłu nieco wypukła. Głaszczki wierzchołkowo nieścięte, rzadko i umiarkowanie długo owłosione. Przedostatni człon głaszczków wargowych o trzech szczecinkach na przednim brzegu. Przedplecze silnie poprzeczne, najszersze przed środkiem, o nieco zafalowanych bokach słabo zbiegających się ku prostej, tak szerokiej jak pokrywy nasadzie. Wierzchołek przedplecza wklęśnięty, a boczne zagłębienia rozszerzone ku tyłowi. Przednie kąty ostre, a tylne prawie wielokątne. Dołki przypodstawowe płytkie i wąskie. Przednio-boczne uszczecinione punkty niestykające się z obrzeżeniem bocznym. Punktowanie przedplecza słabo rozwinięte. Episternity zatułowia dłuższe niż szerokie. Pokrywy najszersze około połowy długości, o ramionach kanciatych i z ząbkiem, przedwierzchołkowym zafalowaniu słabym, rządkach przytarczkowych obecnych, a międzyrzędzie 3 pozbawionym uszczecinionych punktów za połową długości. Edeagus w widoku bocznym silnie łukowaty, o wierzchołku wąsko-spiczastym i prostym, a w widoku grzbietowym symetryczny, z dyskiem wierzchołkowym ściętym na wierzchołku, a wewnętrznej torebce uzbrojonej.

## Biologia i ekologia
Zamieszkuje rejony nizinne i górskie. Występuje w wilgotnych lasach, wzdłuż strumieni, wąwozów i bagnisk. Żyje w ściółce. Prowadzi nocny tryb życia. Za dnia kryje się pod kamieniami, kłodami i martwymi liśćmi. Okazjonalnie atakowany przez grzyby z grupy Laboulbeniales.

## Występowanie
Gatunek ten jest endemitem Nowej Zelandii. Znany wyłącznie z Wyspy Północnej.